# Famille Monneron
 (février 2023).
Si vous disposez d'ouvrages ou d'articles de référence ou si vous connaissez des sites web de qualité traitant du thème abordé ici, merci de compléter l'article en donnant les références utiles à sa vérifiabilité et en les liant à la section « Notes et références ».
La famille Monneron est une famille française qui fit parler d'elle à la fin du XVIIIe siècle sur les plans commercial, financier et politique.

## Histoire
Cette famille française est originaire d'Empurany, petit village près de Tournon-sur-Rhône, mais établie à Chanas (Isère) depuis 1550.
Antoine Monneron, né le 6 octobre 1703 à Chanas, et son épouse Barbe Arnault (1718-1792), ont eu vingt enfants dont huit sont morts en bas âge. Ils habitèrent successivement Antibes, Tournon (1737), et Annonay (1739) où Antoine racheta la fonction de receveur du grenier à sel. Il est avocat au Parlement, contrôleur général des Fermes du Roi au Parlement d'Antibes et receveur au grenier à sel. Il était par ailleurs membre de la loge de la Vraie Vertu. Il meurt en 1791.
Plusieurs de leurs fils eurent un destin lié aux débuts de la République française et à son histoire politique, financière et commerciale.
Le premier fils, Charles, dit l'aîné, est d'abord intendant général pour la Compagnie française des Indes orientales à Pondichéry à partir de 1769. Lui aussi entre à la loge de la Vraie Vertu.
Quand les États généraux sont proclamés et que le Royaume plonge dans un marasme budgétaire, que la Compagnie noue des relations de plus en plus tendues avec la Caisse d'escompte, les trois premiers frères Monneron entendent jouer un rôle politique, en tant que représentant des intérêts commerciaux de la France d'outremer.
Quelques frères et leurs descendants se sont retrouvés vivre aux États-Unis d'Amérique, à l'Île Maurice (à l'époque l'Île-de-France), à Cuba, etc.
Voici résumées leurs principales activités :

### Paul et les expéditions de La Pérouse
Huitième fils d'Antoine, Paul Monneron est membre de deux expéditions de La Pérouse. Capitaine au corps du génie, à la fois militaire et scientifique, parlant l'anglais, il accompagne celui-ci dans l'aventure militaire de la baie d'Hudson en 1782 et est l'un des officiers du Sceptre. Puis, à partir du 1er août 1785, pour l'opération dans le Pacifique, son rôle est celui d'ingénieur en chef de l'expédition. Il se rend à Londres au printemps pour récupérer des médicaments et des instruments de mesure, mais aussi pour s'informer des résultats des voyages de James Cook. Il disparaît à Vanikoro en mai 1788 lors de l'échouage mystérieux de La Boussole et l'Astrolabe.
Son frère aîné, Pierre Antoine Monneron fut aussi explorateur, pour Jean-François de Surville à bord du Saint-Jean-Baptiste et poursuivit ses aventures du côté de Goa.
Plus mystérieux, Antoine tenta sans doute l'aventure également vers l'étranger puisqu'il est mort à Santiago de Cuba, tout comme Jean dont on ne sait pratiquement rien, si ce n'est qu'il fut militaire et qu'il est sans doute mort aux États-Unis.

### Charles, Pierre et Louis députés

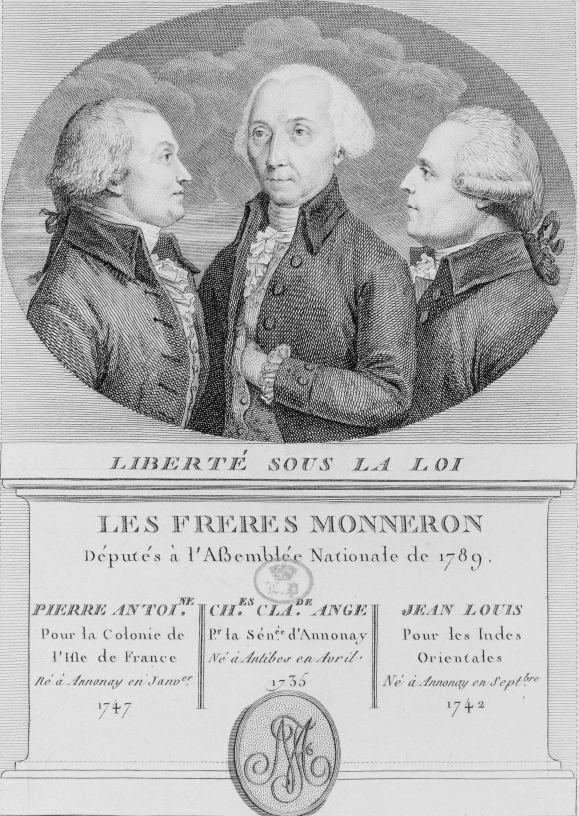
Trois des frères Monneron, députés aux États généraux de 1789.

Membres de la bourgeoisie marchande et coloniale, Charles, Pierre et Louis sont tous trois élus représentants en avril 1789 dans le cadre de l'assemblée qui doit se réunir pour les États généraux. Ils représentent respectivement pour le tiers-état la sénéchaussée d'Annonay, la colonie de l'Isle de France et le comptoir des Indes orientales de Pondichéry et sont confirmés dans ce rôle le 9 juillet lors de la formation de l'Assemblée nationale constituante. Tous trois vont démissionner en 1792 à la suite d'une opération financière.

### «Monneron frères négociants»

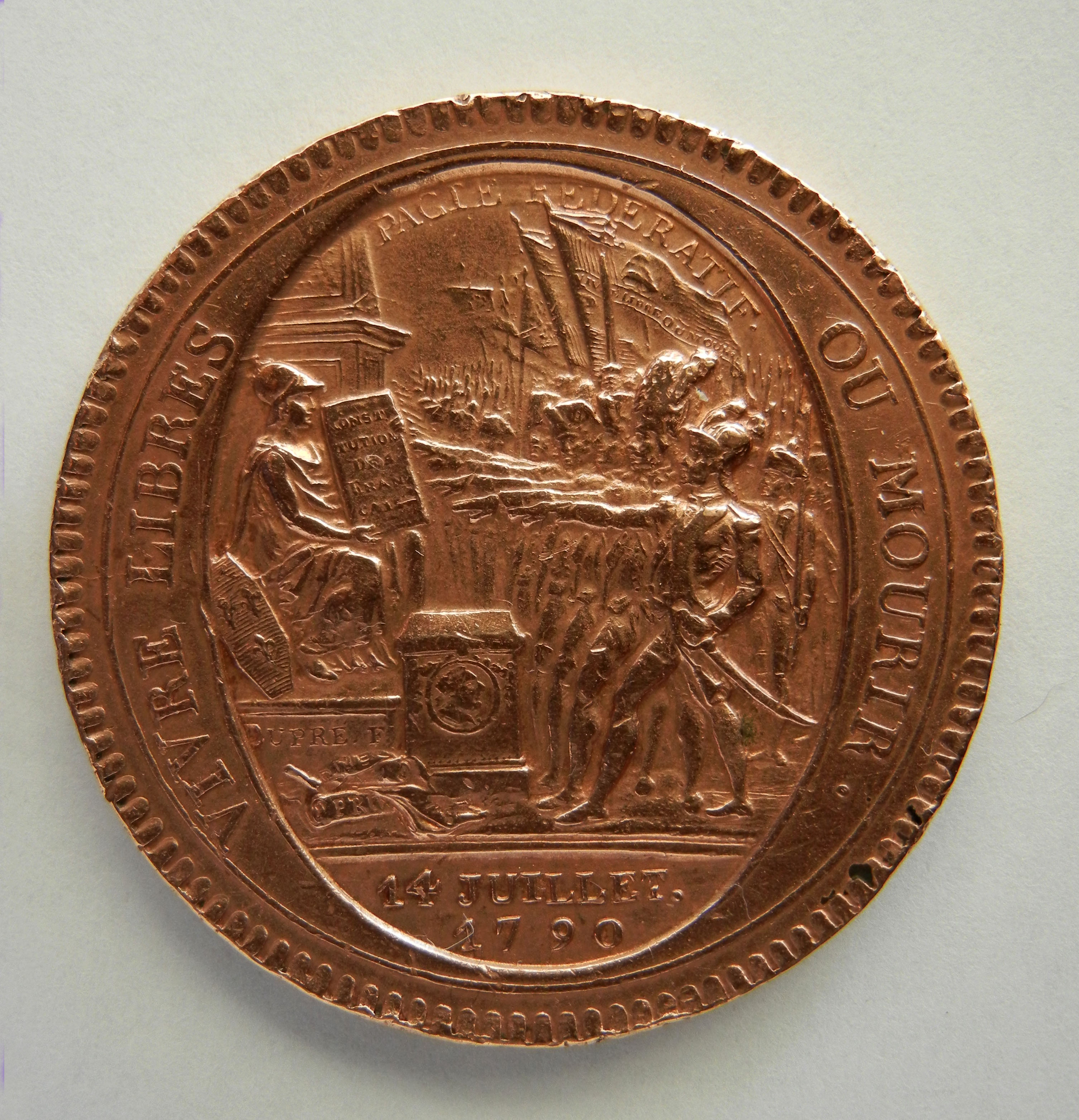
« Monneron » de 5 sols (1792), gravé par Augustin Dupré (avers)

Les trois députés Monneron s'associèrent en une maison de négoce, passèrent contrat avec la Convention et firent fabriquer en Angleterre par Matthew Boulton, grâce à la Machine à vapeur de James Watt, des pièces de 2 et 5 sols en grande quantité dans l'atelier de Soho à Birmingham, à partir de la fin de l'année 1791. Ces monnaies de nécessité auraient dû suppléer à la pénurie monétaire qui régnait en France et leur qualité technique et esthétique était bien supérieure aux médiocres productions officielles contemporaines en métaux vils. En mars 1792, les Monneron firent faillite et Pierre s'enfuit. Son frère Augustin reprit l'affaire, mais une loi du 3 mai 1792 interdit la fabrication des monnaies privées. En septembre, un décret interdit la commercialisation des pièces de confiance. Ces monnaies de nécessité circulèrent en fait jusqu'à la fin de 1793.

### La Caisse des comptes courants
Après avoir été lui aussi député à l'Assemblée nationale législative (1791-1792), Joseph François Augustin Monneron, un autre fils d'Antoine, va cofonder la Caisse des comptes courants avec un certain Godard mais en 1798, il s'enfuit avec une partie des fonds. Il tomba en disgrâce et finit ses jours en Louisiane.

## Personnalités
Antoine Monneron (1703-1791) et  Barbe Catherine Arnauld (1718-1792), ont eu entre autres :
1. Charles Claude Ange Monneron 1735-1799
2. Antoine Joseph Monneron 1736-1815
3. Jean Antoine Monneron 1737- ?
4. Gaspard François Monneron 1741-1825, chanoine déprêtrisé sous la Terreur
5. Jean Louis Monneron 1742-1805
6. Jean Marie Monneron 1746-1811, chanoine
7. Pierre Antoine Monneron 1747-1797
8. Paul Mérault Monneron 1748-1788
9. Joseph François Augustin Monneron 1756-1826.